# Creoleon tenuatus
Creoleon tenuatus is een insect uit de familie van de mierenleeuwen (Myrmeleontidae), die tot de orde netvleugeligen (Neuroptera) behoort. 
Creoleon tenuatus is voor het eerst wetenschappelijk beschreven door Fraser in 1951.